# Sally J. Rogers
Pour les articles homonymes, voir Rogers.
Sally J. Rogers est une chercheuse américaine en psychologie du développement et de l'enfant , spécialisée dans l'autisme. En 2016, elle est professeure au département de psychiatrie et de sciences du comportement à l'Université de Californie à Davis.
Elle développe à partir de 1989 le programme développemental de Denver,, qui sera ensuite validé empiriquement et popularisé en collaboration avec Geraldine Dawson. 

## Ouvrages
- Ouvrages traduit en français :
  - Sally J. Rogers et Geraldine Dawson (trad. de l'anglais par Bernadette Rogé), L'intervention précoce en autisme : le modèle de Denver pour jeunes enfants : Évaluation et prise en charge [« Early Start Denver Model for Young Children With Autism: Promoting Language, Learning and Engagement »], Paris, Dunod, coll. « Les Ateliers du praticien », 2 octobre 2013, 432 p. (ISBN 978-2-10-057653-1)
  - Sally J. Rogers, Geraldine Dawson et Laurie A. Vismara (trad. de l'anglais par Bernadette Rogé, Claire Bourdin et Sophie Besançon), L'intervention précoce en autisme pour les parents : Avec le modèle de Denver [« An Early Start for Young Children With Autism: Using Everyday Activities to Help Kinds Connect, Communicate and Learn »], Paris, Dunod, coll. « Mon Cahier d'accompagnement », 6 avril 2016, 384 p. (ISBN 978-2-10-072280-8)